# Reserva de la biosfera Arganeraie

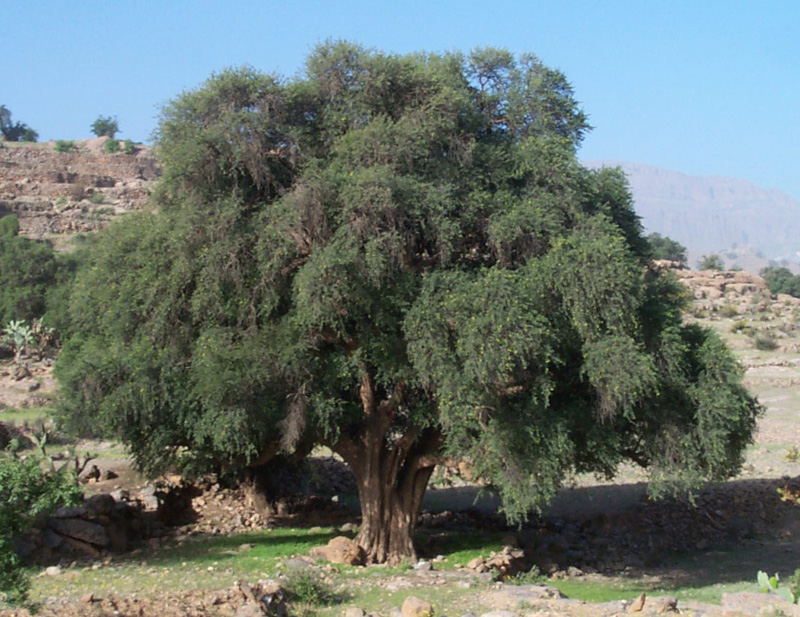
Argán

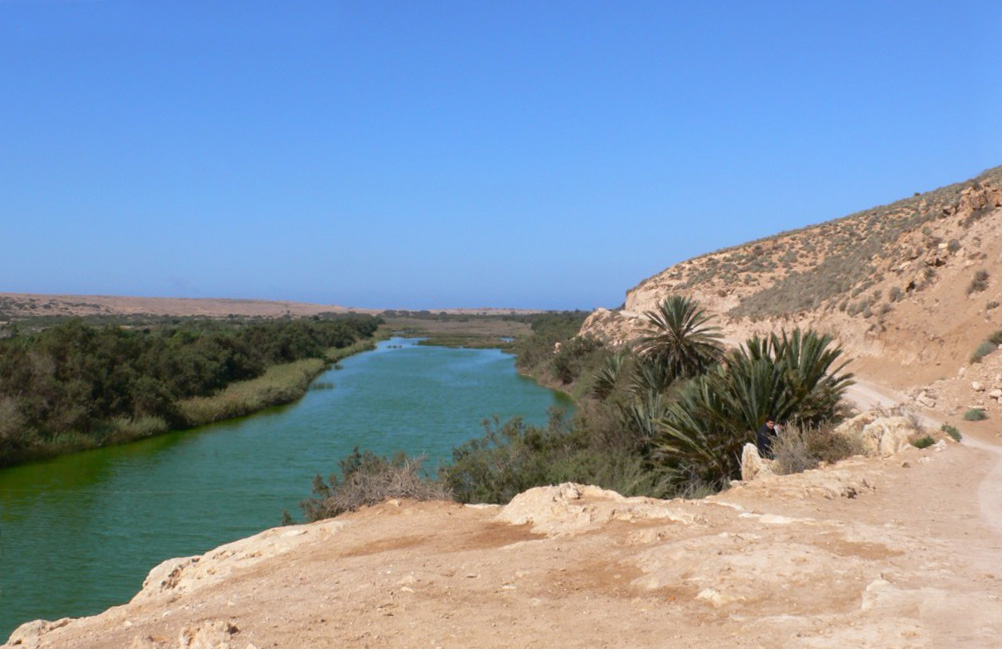
Desembocadura del río Massa, en el Parque nacional de Souss-Massa, núcleo de la Reserva de Biosfera

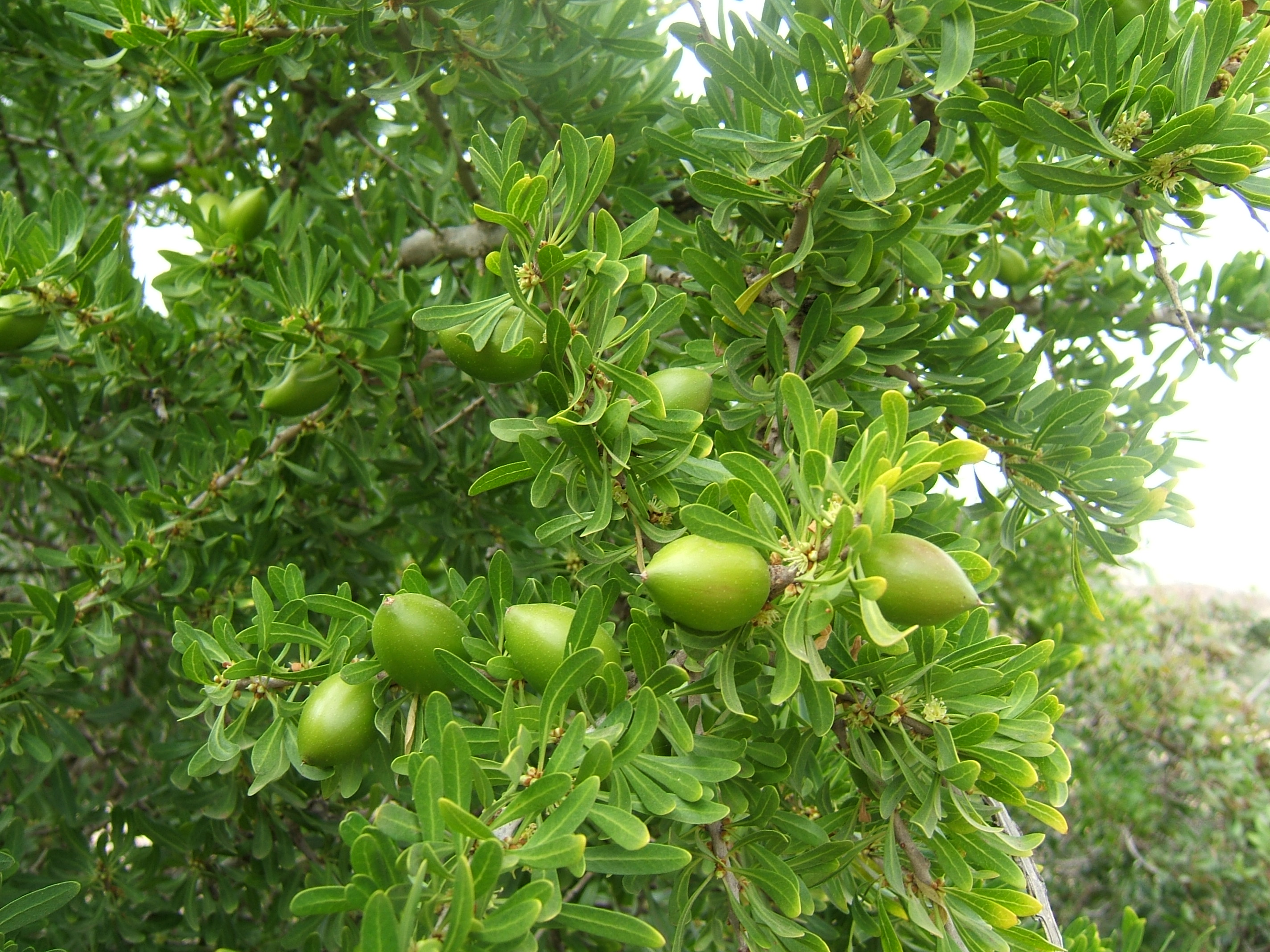
Follaje y frutos

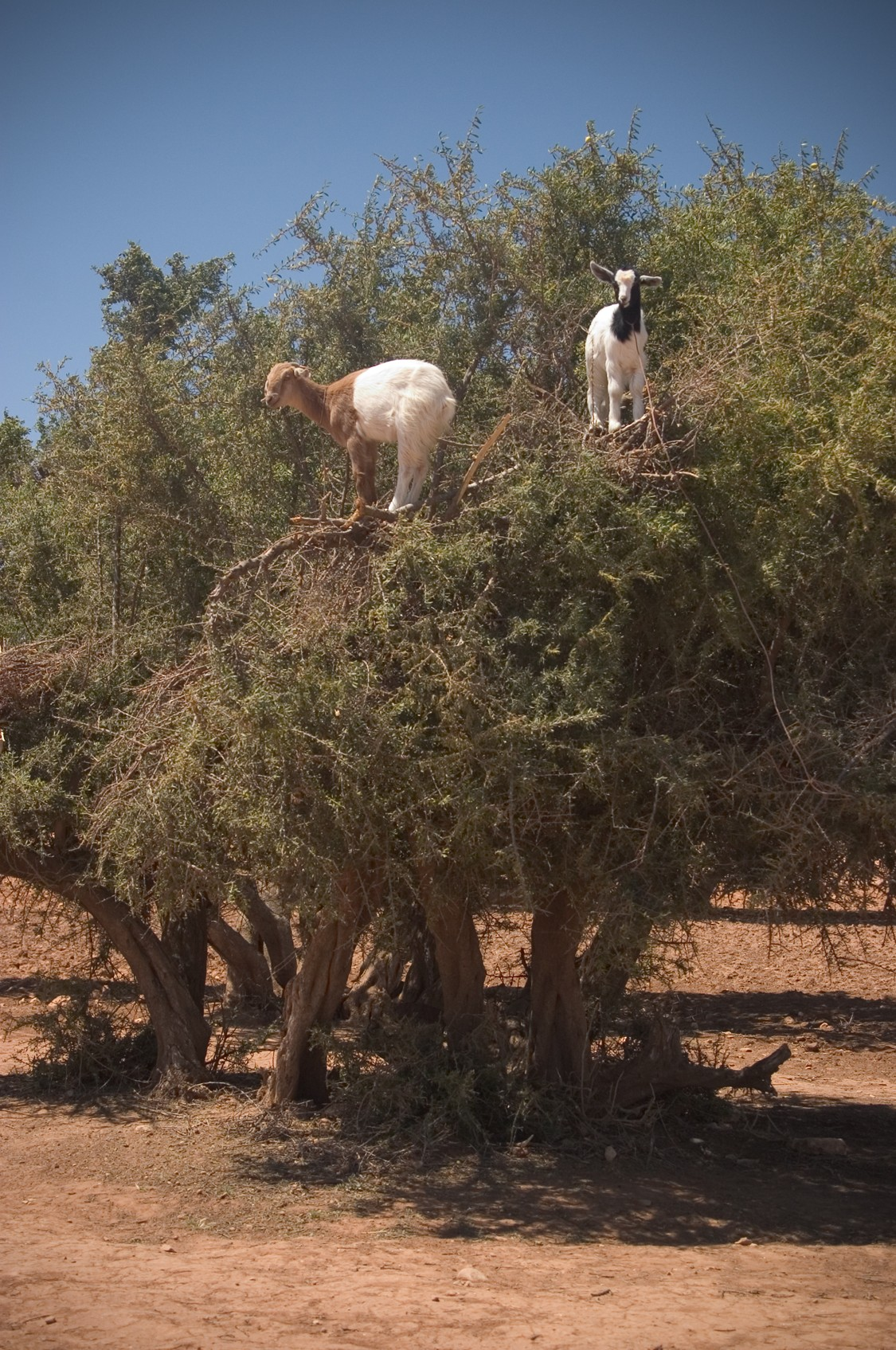
Cabras sobre un argán

La Reserva de Biosfera Arganeraie se creó en 1998 para conservar la mayor parte del bioma Bosque seco mediterráneo y matorral suculento de acacias y erguenes, incluyendo básicamente las estribaciones atlánticas del Alto Atlas y los valles de los ríos Souss y Massa. 
Entre sus principales valores se encuentran el argán, la mayor población de drago y varias especies de euforbias suculentas y cactiformes.
Entre las especies animales más relevantes está el Ibis eremita que cuenta en la reserva con su única población natural viable en el mundo, además de un gran número de elementos etiópicos que se mezclan con especies paleárticas y un notable número de endemismos. 
Incluye ciudades como Essaouira y Agadir, entre otras, que totalizan un cuarto de millón de personas.
Su particularidad es la relación que el hombre tiene con el argán, de cuyo fruto se obtiene un aceite muy apreciado en cocina y cosmética, y cuyo follaje proporciona forraje para el ganado caprino.
En su interior se encuentra el Parque nacional de Souss-Massa.
La biodiversidad de la región es particularmente interesante por la combinación de especies  paleárticas y afrotropicales, pero también por una componente endémica muy interesante.
En particular es interesante que numerosos endemismos macaronésicos cuentan también con representantes en esta región. Por ejemplo, el género de curculiónidos Laparocerus sólo presenta una especie fuera de la Macaronesia y es precisamente en esta zona. Algo semejante ocurre con el género Aeonium o con algunas comunidades vegetales.
Toda la región se incluye en el que se ha llamado "enclave macaronésico africano".